# Copiopteryx derceto
Copiopteryx derceto är en fjärilsart som beskrevs av J. Peter Maassen och Gustav Weymer 1872. Copiopteryx derceto ingår i släktet Copiopteryx och familjen påfågelsspinnare. Inga underarter finns listade i Catalogue of Life.

## Bildgalleri

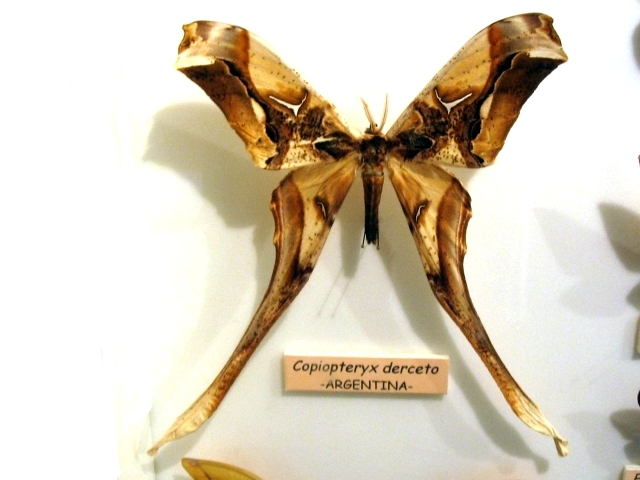